# Ronny König
Ronny König (* 2. Juni 1983 in Lichtenstein/Sa.) ist ein ehemaliger deutscher Fußballspieler. Er stand zuletzt beim FSV Zwickau unter Vertrag.

## Karriere
König begann beim SSV St. Egidien im sächsischen Landkreis Zwickau mit dem Fußballspielen und wechselte im Jahr 2000 zum Chemnitzer FC. Von 2004 bis 2006 spielte er für den 1. FC Kaiserslautern II. Zur Saison 2006/07 schloss er sich dem SV Wehen Wiesbaden an und stieg mit den Hessen in die 2. Bundesliga auf. Am 30. September 2007 (8. Spieltag) erzielte er beim 4:3-Sieg im Heimspiel gegen den 1. FC Köln drei Tore innerhalb von sieben Minuten; den Siegtreffer in der 67. Minute bereitete er für Bakary Diakité vor.
Nach dem Abstieg der Wiesbadener wechselte König 2009 zu Rot-Weiß Oberhausen. Als diese in der Saison 2010/11 auch abgestiegen waren, unterschrieb er beim FC Erzgebirge Aue einen zunächst bis zum 30. Juni 2013 laufenden Vertrag, dessen Laufzeit später bis 30. Juni 2015 verlängert wurde. Am 25. Juli 2014 wurde der Vertrag aufgelöst.
Zur Saison 2014/15 wurde König vom Zweitligaaufsteiger SV Darmstadt 98 verpflichtet, mit dem er am Saisonende als Tabellenzweiter in die Bundesliga aufstieg. Im Sommer 2015 wechselte König zum Chemnitzer FC. Zum Ende der Spielzeit 2015/16 wurde der Vertrag aufgelöst und König ging zum westsächsischen Rivalen FSV Zwickau. In seinem ersten Punktspiel am 30. Juli 2016 (1. Spieltag), einem 2:2 im Auswärtsspiel gegen den 1. FSV Mainz 05 II, erzielte er den Treffer zum 2:0 in der 61. Minute. In seiner ersten Saison für den FSV Zwickau erzielte er insgesamt 15 Tore in 37 Ligaspielen. Am 15. März 2018 verlängert er seinen Vertrag beim FSV Zwickau um zwei weitere Jahre bis zum 30. Juni 2020. Im Sommer 2020 verlängerte er seinen Vertrag um eine weitere Saison. Da auch nach Ablauf dieses Jahres wiederum keine Zuschauer zugelassen waren, verlängerte er seinen Vertrag nochmals um ein Jahr bis 2022. Im Mai 2022 verlängerte er seinen Vertrag um ein weiteres Jahr. Zum Ende der Saison 2022/23 verkündete er sein Karriereende.

## Erfolge
- Vizemeister der 2. Bundesliga 2015 und Aufstieg in die Bundesliga 2015 (mit dem SV Darmstadt 98)